# 2013 en mathématiques
Cet article présente les faits marquants de l'année 2013 en mathématiques.

## Prix
- Prix Abel en mathématiques : Pierre Deligne

## Décès

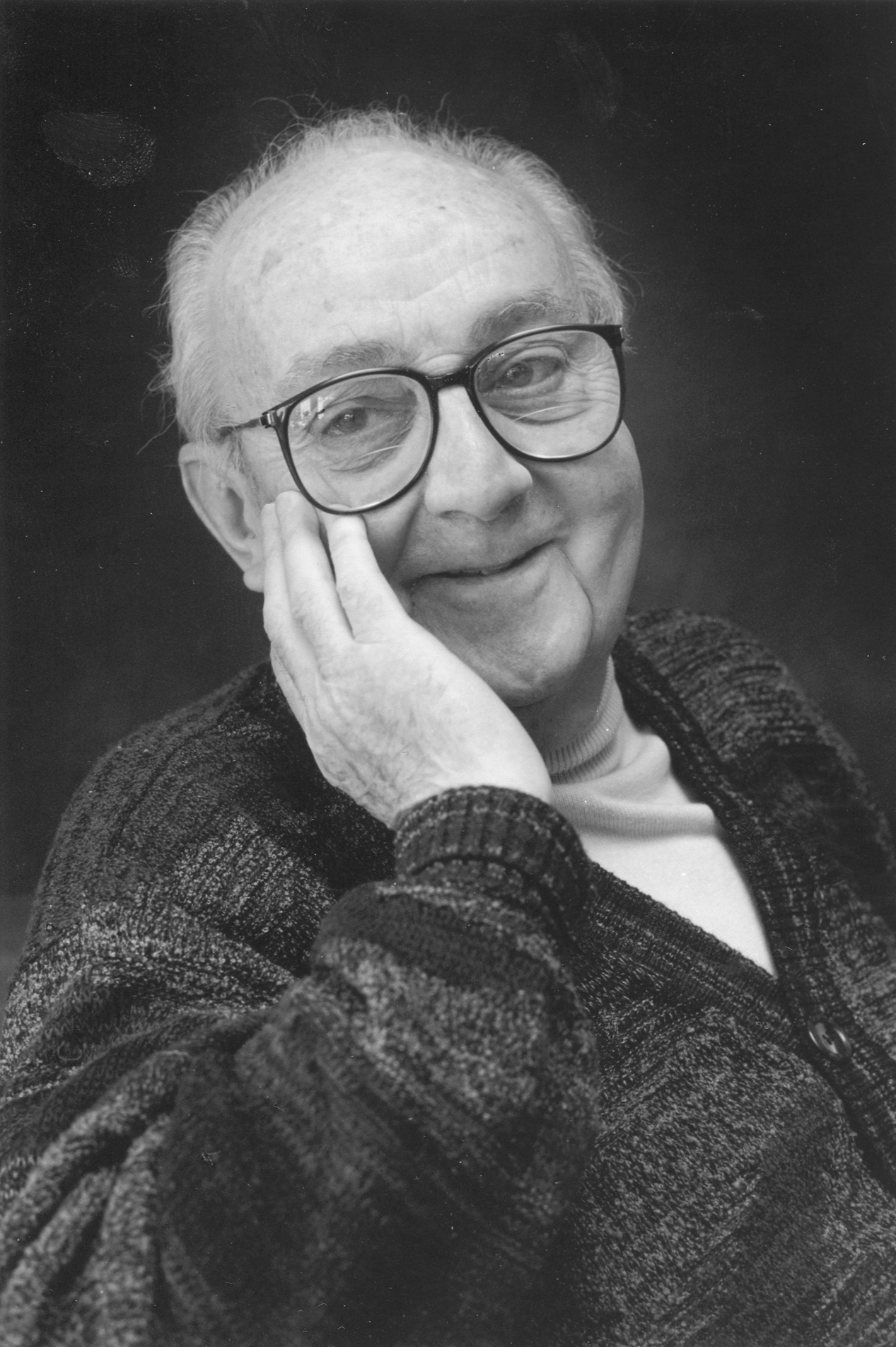
George Box

- 5 janvier : Marie-Hélène Schwartz (née en 1913), mathématicienne française.
- 13 janvier : Chia-Chiao Lin (né en 1916), mathématicien et physicien chinois naturalisé américain.
- 19 janvier : Michel Las Vergnas (né en 1941), mathématicien français.
- 13 février : Arthur Wightman (né en 1922), physicien et mathématicien américain.
- 15 février : Alain Desrosières (né en 1940), sociologue, statisticien et historien des statistiques français.
- 19 février : Martin Wilk (né en 1922), statisticien canadien.
- 18 mars : Mary Ellen Rudin (née en 1924), mathématicienne américaine.
- 28 mars : George Box (né en 1919), statisticien américain.
- 7 avril : Michel Hénon (né en 1931), mathématicien et astronome français.
- 19 avril : Kenneth Appel (né en 1932), mathématicien américain.
- 15 juin : Edgar Gilbert (né en 1923), mathématicien américain.
- 11 juillet : Egbert Brieskorn (né en 1936), mathématicien allemand.
- 16 juillet : Iouri Prokhorov (né en 1929), mathématicien soviétique et russe.
- 16 août : David Rees (né en 1918), mathématicien britannique.
- 11 septembre : 
  - Lesley Sibner (née en 1934), mathématicienne américaine.
  - Andrzej Trybulec (né en 1941), mathématicien et informaticien polonais.
- 20 octobre : Alain Lascoux (né en 1944), mathématicien français.
- 26 octobre : Elza Furtado Gomide (née en 1925), mathématicienne brésilienne.
- 16 novembre : Oscar Erasmus Lanford III (né en 1940), mathématicien américain.
- 14 décembre : Dennis Lindley (né en 1923), statisticien britannique.